# Amélie Roussel
Pour les articles homonymes, voir Cardin et Roussel.
Amélie Roussel, ou Amélie Cardin-Roussel, est une artiste peintre française, portraitiste, élève de Léon Coignet et de Jean-Victor Schnetz.

## Biographie
Catherine-Amélie Roussel, connue sous le nom de peintre d'Amélie Roussel, est née à Nancy le 10 août 1820 et morte dans cette même ville le 3 octobre 1904. Elle a habité à Paris de 1844 à 1855 avant de retourner à Nancy jusqu'à sa mort.
Elle s'est mariée en premières noces à Jean-Numa Jautard et une seconde fois en 1870 avec Auguste-Paul-Emile Cardin. Ainsi elle est parfois connue sous le nom d'Amélie Cardin-Roussel.
Elle s'adonna principalement au portrait à l’huile mais aussi à la peinture de genre et au pastel.
Elle a réalisé jusqu'en 1866 de nombreuses répliques des portraits de Napoléon III et de l'impératrice Eugénie d’après Winterhalter déposés des administrations publiques ainsi que de tableaux religieux d’après Murillo et Prud'hon.
Elle est aussi l’auteur des décorations de l’hôtel Besval à Nancy.
Amélie Roussel a exposé au Salon de peinture de Paris  :
- Tête d’étude, 1844
- La petite indolente, 1845
- Portrait de femme, portrait de Mme S., 1848
- Portrait de Mme R., 1849
- Portrait de Mme D., 1855.

Elle a été l’élève de Léon Coignet, peintre et lithographe néoclassique et romantique français (1794-1880) et de Jean-Victor Schnetz (1787-1870), directeur de l’Académie de France à Rome de 1841 à 1846.

## Œuvres dans les collections publiques
- Musée d'Art et d'Histoire de Toul : Dame au temps de Louis XVI
- Musée d'Art et d'Histoire de Toul : Copie d’un portrait de Rosalba Carriera dit de la princesse de Salm[4]

Amélie Roussel a fait don en 1897 au Musée des Beaux-Arts de Nancy, sa ville natale, d'un portrait de sa mère.